# Siljansnäs församling
Siljansnäs församling är en församling i Falu-Nedansiljans kontrakt i Västerås stift. Församlingen ligger i Leksands kommun i Dalarnas län och ingår i Leksands pastorat. 

## Administrativ historik
Församlingen bildades 1 maj 1875 genom en utbrytning ur Leksands församling.
Församlingen utgjorde till 1994 ett eget pastorat för att därefter ingå i Leksands pastorat.

## Kyrkobyggnader
- Siljansnäs kyrka